# Grupo de Poincaré
Na física e na matemática, o Grupo de Poincaré, criado pelo matemático francês Henri Poincaré, é um grupo de isometrias no espaço de Minkowski.

## Definição

Até mesmo o cubo de Rubik pode ser visto como um puzzle referente a um determinado grupo de permutação.

O grupo de Poincaré pode ser definido como um grupo de Lie não compacto com dez dimensões. O grupo abeliano das translações é um subgrupo normal enquanto que o grupo de Lorentz é um subgrupo, o estabilizador de um ponto. Então o grupo de Poincaré é o grupo afim do grupo de Lorentz, o produto semidireto das translações e das transformações de Lorentz
{\displaystyle \mathbf {R} ^{1,3}\rtimes O(1,3).\,}
Outra forma de definir é estabelecendo que o grupo de Poincaré é uma extensão de grupo do grupo de Lorentz por um vetor de representação de grupo.
Em acordo com o programa de Erlangen, a geometria do espaço de Minkowski é definida pelo grupo de Poincaré: o espaço de Minkowski é considerado um espaço homogêneo para o grupo.

## Álgebra de Poincaré
A Álgebra de Poincaré é a álgebra de Lie do grupo de Poincaré e é dada pelas relações de comutação:
- {\displaystyle [P_{\mu },P_{\nu }]=0\,}
- {\displaystyle {\frac {1}{i}}[M_{\mu \nu },P_{\rho }]=\eta _{\mu \rho }P_{\nu }-\eta _{\nu \rho }P_{\mu }\,}
- {\displaystyle {\frac {1}{i}}[M_{\mu \nu },M_{\rho \sigma }]=\eta _{\mu \rho }M_{\nu \sigma }-\eta _{\mu \sigma }M_{\nu \rho }-\eta _{\nu \rho }M_{\mu \sigma }+\eta _{\nu \sigma }M_{\mu \rho }\,}

onde {\displaystyle P} é o gerador das translações, {\displaystyle M} é o gerador das transformações de Lorentz e {\displaystyle \eta } é a métrica de Minkowski.
O grupo de Poincaré é a simetria completa de qualquer teoria de campo relativa. Como resultado toda partícula elementar participa na representação deste grupo. Geralmente este conceito é especificado como four-momentum de cada partícula (ou seja: sua massa) e seu número quântico intrínseco {\displaystyle J^{PC}}, onde J é o spin, P é a paridade e C é a conjugação de carga. Muitas teorias quânticas de campos violam a paridade e a conjugação de cargas, nestes casos nós descartamos o P e o C, já que o teorema CPT é uma invariante de toda teoria de campo quântica.

## Simetria de Poincaré
A Simetria de Poincaré é uma simetria completa da relatividade restrita e inclui:
- translações no tempo e no espaço
- rotações no espaço
- Transformações de Lorentz

As duas últimas simetrias juntas formam o grupo de Lorentz.

## Leitura recomendada
- Weinberg, Steven (1995). The Quantum Theory of Fields. 1. Cambridge: Cambridge University press. ISBN 978-0-521-55001-7